# Coperonus vanhoeffeni
Coperonus vanhoeffeni är en kräftdjursart som beskrevs av Brandt 1992. Coperonus vanhoeffeni ingår i släktet Coperonus och familjen Munnopsidae. Inga underarter finns listade i Catalogue of Life.